# منطقة محردة
منطقة محردة منطقة سورية إدارية تتبع محافظة حماة ومركزها مدينة محردة، بلغ تعداد سكان المنطقة 144,506 نسمة حسب التعداد السكاني لعام 2004.

## نواحي منطقة محردة
- ناحية مركز محردة
- ناحية كرناز
- ناحية كفر زيتا